# Kembang Mumpo
Kembang Mumpo is een bestuurslaag in het regentschap Seluma van de provincie Bengkulu, Indonesië. Kembang Mumpo telt 982 inwoners (volkstelling 2010).